# Goldfisch

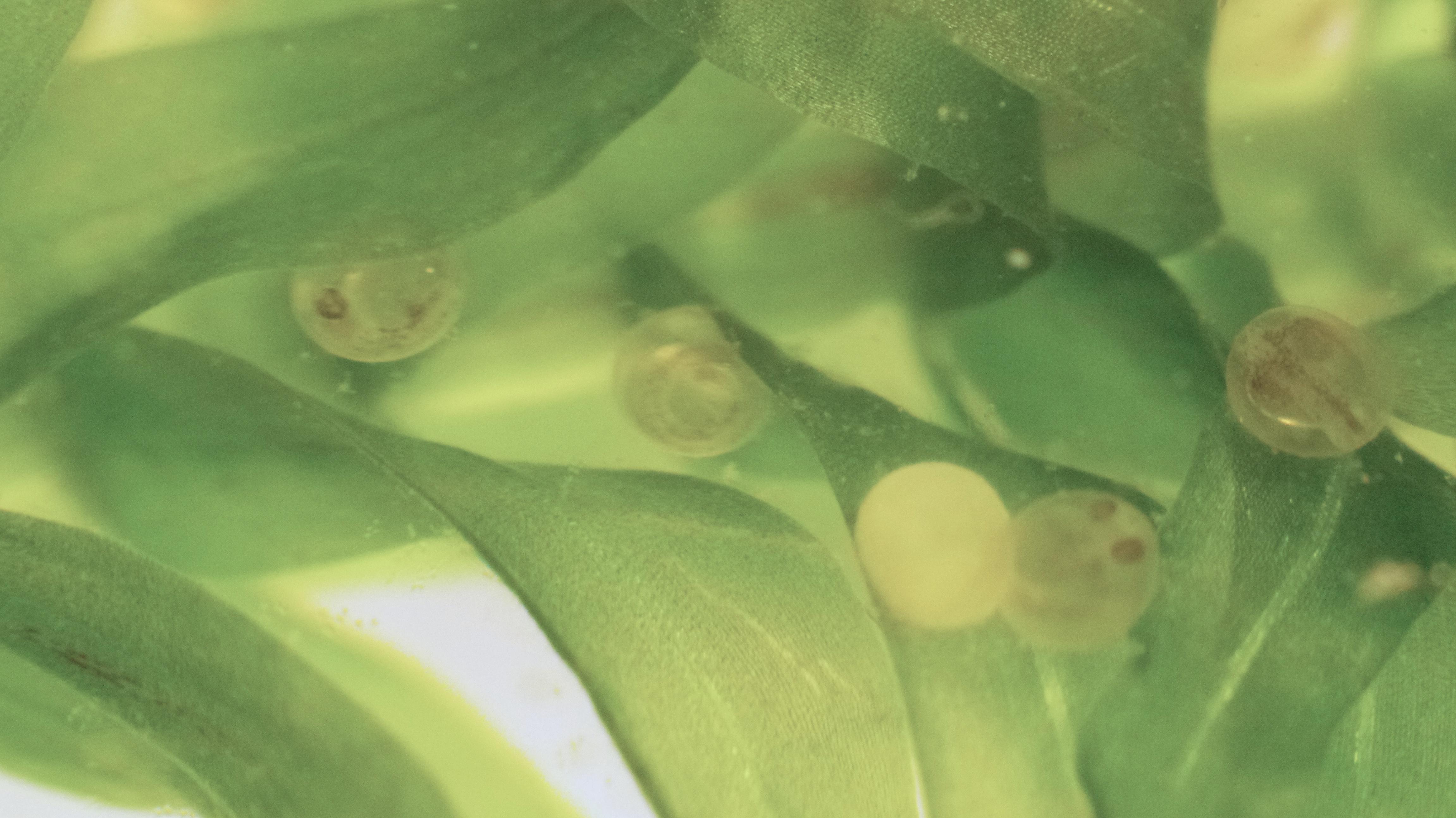
Laich von Schleierschwanz-Goldfischen. Die durchsichtigen Eier sind befruchtet, das milchig-weiße ist unbefruchtet. Jedes abgebildete Ei hat einen Durchmesser von etwa 0,9 mm.

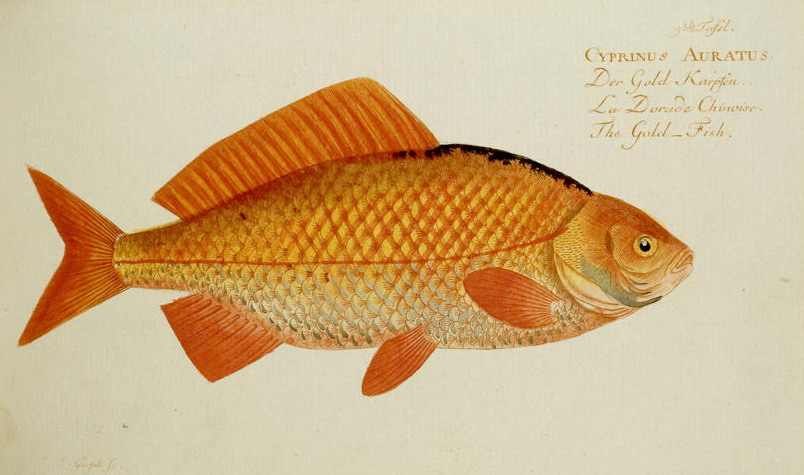
Goldfisch auf einem Kupferstich in Blochs Naturgeschichte der Fische, 1786

Carl Fredric von Breda, Porträt einer jungen Dame mit Goldfischen, um 1800

Der Goldfisch (Carassius auratus) ist ein Süßwasserfisch aus der Familie der Karpfenfische (Cyprinidae). Er ist das älteste bekannte Haustier, welches ohne direkten wirtschaftlichen Nutzen als Haltungs- und Zuchtgrund gehalten wird.

## Merkmale und Besonderheiten
Goldfische verfügen über ein knöchernes Skelett und erreichen je nach Zuchtform eine Gesamtlänge bis zu 35 Zentimeter. Neben naturfarbenen braunen Farbvarianten sind durch Zucht vor allem orange und weiße Farbmorphen bekannt geworden. Für die Haltung in Aquarien gezüchtete Varietäten bleiben etwa ein Drittel kleiner. 
Als Auftriebsorgan dient ihnen die zweikammerige Schwimmblase, die im hinteren Teil durch einen Luftblasengang, den Ductus pneumaticus, mit dem Vorderdarm verbunden ist. Wie alle Karpfenfische haben Goldfische keinen Magen. Goldfischkiefer sind zahnlos. Im Rachen sitzen jedoch kräftige Schlundzähne. Die mit dem weit vorstülpbaren Maul aufgenommene Nahrung wird zwischen diesen Schlundzähnen und einer ihnen gegenüber liegenden, sehr massiven knöchernen Kauplatte, dem sogenannten Karpfenstein, zerkleinert. Die eigentliche Verdauung findet ausschließlich im Darm der Fische statt. Wie bei allen Vertretern der Gattung Carassius sind die besonders intensiv durchbluteten Kiemen aufgrund ihrer Struktur und Permeabilität an sauerstoffarmes Wasser angepasst.
Der Goldfischkörper ist – mit Ausnahme der Varietätengruppe „Oranda“, die über einen unbeschuppten Kopfaufwuchs verfügt – vollständig beschuppt und mit einer vollständig ausgeprägten Seitenlinie ausgestattet.
Goldfischaugen haben die Fähigkeit zu tetrachromatischem Farbensehen. Das heißt, sie besitzen vier unterschiedliche Zapfentypen. Neben drei Zapfentypen, die etwa denen im menschlichen Auge entsprechen, verfügen sie über einen zusätzlichen UV-Zapfen.
Außerdem hören Goldfische im etwa gleichen Frequenzbereich wie Menschen. Schallwellen werden von der Schwimmblase aufgefangen und über den Weberschen Apparat zum Innenohr geleitet. 
Ähnlich wie der Giebel besitzt auch der Goldfisch die Fähigkeit zu gynogenetischer Fortpflanzung. Dabei muss der Laich nicht durch den Samen eines artgleichen Männchens befruchtet werden, es genügt ein äußerlicher Kontakt des Eis mit einem Spermium einer anderen Karpfenfischart, um die Eientwicklung anzustoßen, ohne dass Spermium und Ei verschmelzen müssen. Diese unvollkommenen Fortpflanzung ist ein grundlegendes Instrument bei der Vermehrung sogenannter Hochzuchten (schleierflossige Rassestandards).

## Systematik und Abstammung
Carl von Linné, der Begründer der binären Nomenklatur, ist Verfasser der ersten wissenschaftlichen Beschreibung eines Goldfischs. In seinem Systema naturae gibt er ihm auf Seite 527 den Artnamen Cyprinus auratus. Linné nennt Flüsse in China und Japan als Herkunft, verweist aber bereits auf die in China verbreitete Sitte, Goldfische in kunstvoll verzierten Keramikgefäßen zu pflegen. Zu diesem Zeitpunkt waren Goldfische in China schon 750 Jahre domestiziert.
Der natürliche Ursprung des Goldfischs war lange umstritten. In seiner zum Ende des 18. Jahrhunderts edierten „Naturgeschichte der ausländischen Fische“ zitiert Marcus Elieser Bloch Linné und führt den Goldfisch auf zwei Tafeln (93 und 94) als Cyprinus auratus und ein weiteres Mal, auf Tafel 410, als Cyprinus macrophthalmus. Hierzu schreibt er jedoch selbst: „Ob er eine eigene Art ausmache oder nur eine zufällige Abänderung des Goldkarpfen sey, getraue ich mir nicht selbst zu entscheiden.“ 
Die anfängliche Annahme, er stamme von der Karausche, Carassius carassius (Linnaeus 1758), ab, ist bereits durch klassische morphometrische Vergleiche widerlegt. Zudem galt lange die Annahme, Goldfische stammen von dem weit über den eurasischen Kontinent verbreiteten Giebel ab, den Marcus Elieser Bloch 1782 als Cyprinus gibelio zuerst wissenschaftlich beschrieben hatte, der später in die Gattung Carassius (Nilsson 1832) überführt wurde. 
Kladistisch arbeitende Ichthyologen kamen allerdings bei ihrer Aufsplittung der eurasischen Karpfenfische zu einem anderen Ergebnis, welches mittlerweile auch durch phylogenetische Untersuchungen gefestigt wurde.

## Der Goldfisch als Neozoon
Goldfische sind Generalisten, die sich in sämtliche Süßwasserbiotope außerhalb der polaren Zonen einnischen können. Aus den verschiedensten Gründen durch Menschen ausgesetzt, ist der Goldfisch darum ein weltweit verbreitetes Neozoon, das mit der ursprünglichen Fischfauna erfolgreich konkurriert. Goldfische leben mit Ausnahme der Antarktis auf allen Kontinenten, auf Inseln und haben sich aufgrund ihrer hohen Salinitätstoleranz auch Brackwasserbereiche erschlossen.
Der Goldfisch ist Zwischenwirt für den Zwergdarmegel Haplorchis yokogawai.

## Bedeutung

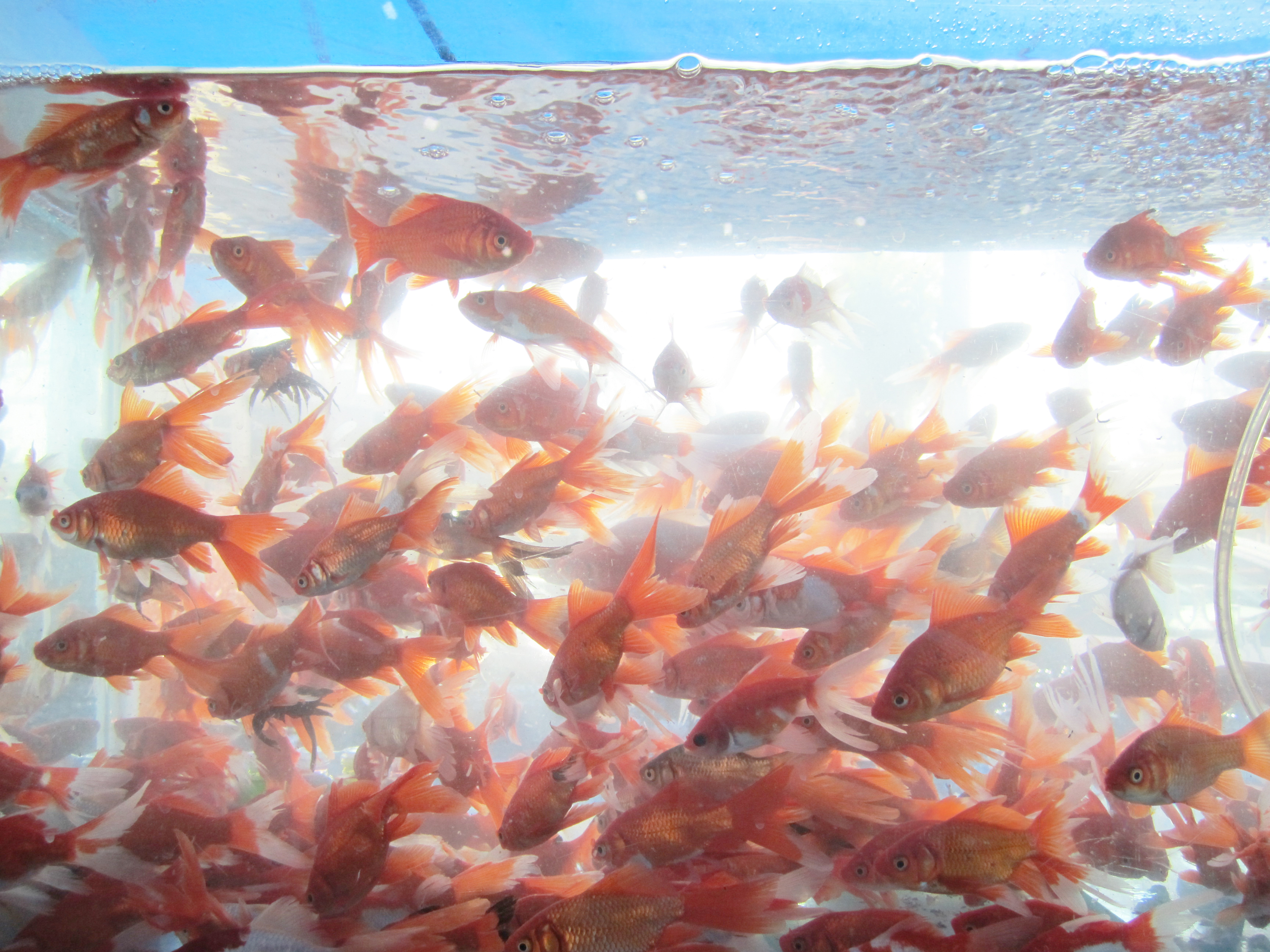
Goldfische zum Verkauf in einem Aquarium.

Normale Goldfische und alle daraus abgeleiteten Varietäten sind die weltweit am meisten verbreiteten und gehandelten Haustiere. Neben den klassischen Fischzuchtländern Südost- und Ostasiens versorgen auch Großzüchtereien in Italien, Florida und Israel den Weltmarkt. In seinem Ursprungsland China und in Japan, wo die Zucht schleierflossiger Rassen begann, hat sich die kulturelle Bedeutung als Glücks- und Fruchtbarkeitssymbol erhalten. Beim iranischen Neujahrsfest Nouruz sind sie als Glückssymbol Bestandteil der Haft-Sin-Tafel. Im letzten Jahrhundert waren Goldfische wichtige Versuchstiere der physiologischen und verhaltenskundlichen Forschung.
Einige Varietäten, insbesondere jene mit selektierten Anomalien am Schädel und den Augen, stehen in Westeuropa in der Diskussion um die sogenannten Qualzuchten, weil davon ausgegangen wird, dass sie in ihren Lebensäußerungen teilweise oder erheblich eingeschränkt sind.

## Rechtsvorschriften
In Österreich war die dauerhafte Haltung von Goldfischen und verwandten Arten in Aquarien verboten.
Mittlerweile ist dies jedoch wieder unter genau definierten Bedingungen (Aquariengröße) erlaubt.

## Bekannte Zuchtformen

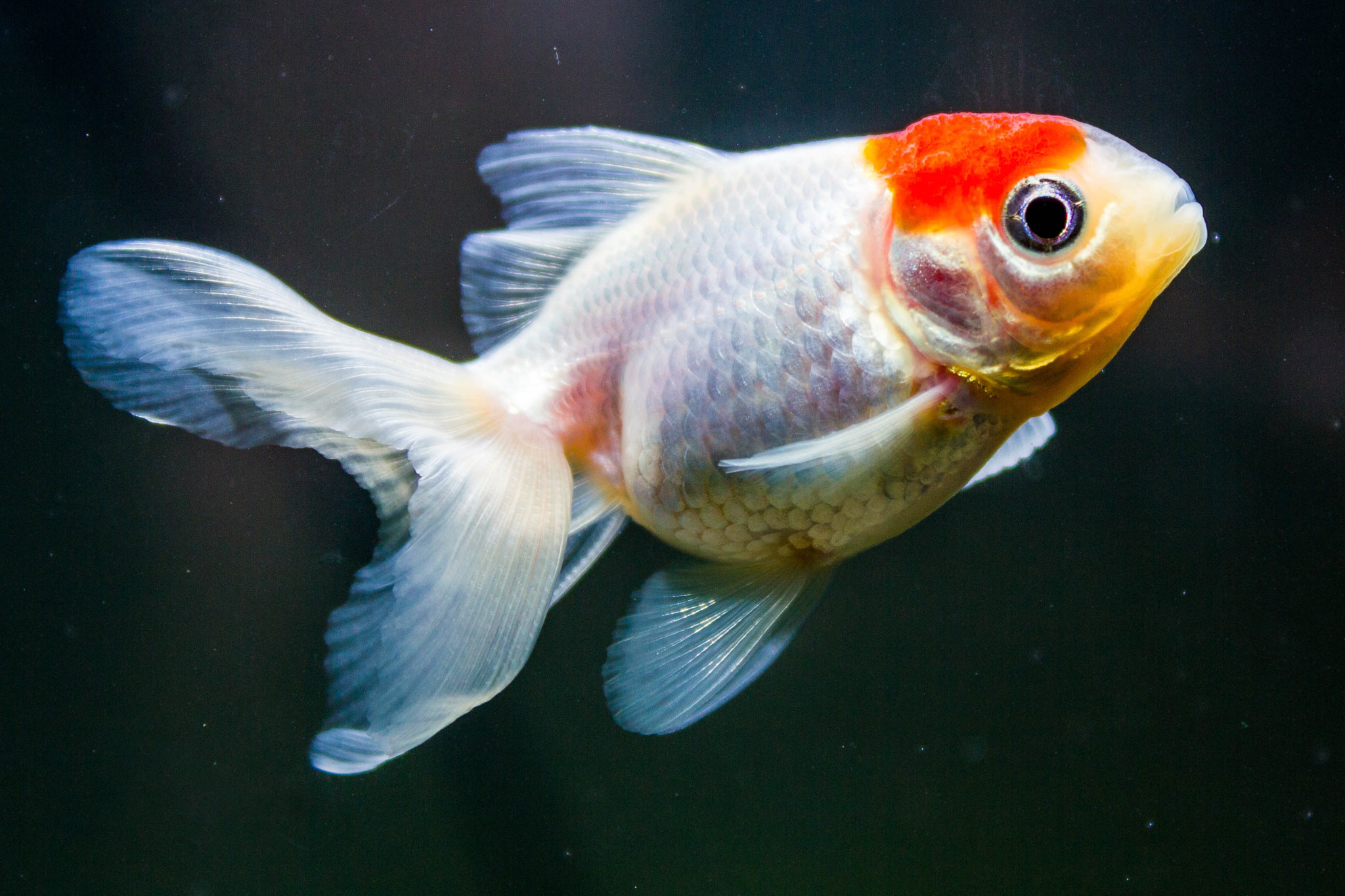
Schleierschwanz-Goldfisch

- Kometenschweif (Comet)
- Shubunkin
- Wakin
- Jikin (Pfauschwanz)
- Schleierschwanz (Veiltail)
- Oranda o. Holländischer Löwenkopf
- Black Moor
- Teleskopauge
- Fächerschwanz o. Fantail
- Perlschupper
- Eierfisch
- Löwenkopf
- Ranchu (Büffelkopf)
- Himmelsgucker (Celestial)
- Pompon
- Blasenauge (große Blasen)
- Krötenauge (kleine Blasen)
- Ryukin
- Tancho
- Demekin
- Guckyn
- Meteor
- Tosakin (Tosa)
- Watonai (Waryu)
- Kinranshi (Goldenes Trübauge)
- Sarasa
- Shukin
- Hanafusa (Nasenbukett)
- Nankin
- Osaka-Ranchu (Osaka-Büffelkopf)

## Trivia
Der Sprung eines Goldfisches aus einem Glas in ein anderes, häufig größeres, Glas ist ein beliebtes Stockfoto. Häufig wird es genutzt, um das Ausbrechen aus einer Komfortzone zu symbolisieren und zu ermutigen, einen Neuanfang zu wagen. Aus diesem Grund wird die Symbolik immer wieder in Artikeln und Vorträgen verwendet, die sich mit den Themen Aufbruch und Veränderung beschäftigen.